# Vizcondado de Montserrat
El vizcondado de Montserrat es un título nobiliario español creado el 27 de febrero de 1876 por el pretendiente al trono Carlos María de Borbón y Austria-Este —conocido como Carlos VII— y concedido en favor de José de Suelves y de Montagut, diputado a Cortes por Tarragona (1896-1903 y 1907-1910) y jefe de la Comunión Tradicionalista en aquella provincia.
Fue reconocido como título del reino el 29 de enero de 1954 en favor de Juan Suelves y Ponsich, quien, de ese modo, se convirtió en el segundo vizconde de Montserrat.

## Vizcondes de Montserrat
|                                                      | Titular                                              | Periodo                                              |
| Creación en 1876 por Carlos de Borbón y Austria-Este | Creación en 1876 por Carlos de Borbón y Austria-Este | Creación en 1876 por Carlos de Borbón y Austria-Este |
| ---------------------------------------------------- | ---------------------------------------------------- | ---------------------------------------------------- |
| I                                                    | José de Suelves y de Montagut                        | 1876-1926                                            |
| Reconocimiento en 1954 por Francisco Franco          |                                                      |                                                      |
| II                                                   | Juan Suelves y Ponsich                               | 1954-2004                                            |
| III                                                  | Juan Suelves Osorio                                  | 2005-hoy                                             |

## Historia de los vizcondes de Montserrat
- José de Suelves y de Montagut (1850-1926), i vizconde de Montserrat, ix marqués de Tamarit.

Casó en París, en 1885, con María de Goyeneche y de La Puente (n. 1862). Con ella tuvo, al menos, dos hijos: Juan Nepomuceno y José Suelves y Goyeneche.
El 29 de enero de 1954 (BOE del 6 de febrero), tras una solicitud en ese sentido, el jefe de Estado Francisco Franco reconoció a Juan Suelves y Ponsich el «derecho de ostentar y usar el título carlista de Vizconde de Montserrat», sucediendo en el vizcondado:
- Juan Suelves y Ponsich (1928-2004), ii vizconde de Montserrat y xi marqués de Tamarit. Hijo de Juan Nepomuceno de Suelves y Goyeneche y su esposa María de las Mercedes Ponsich y Sarriera, era nieto, por tanto, del primer titular.

Casó con Victoria Eugenia de Figueroa y Borbón, hija del ii conde de Romanones. De esta unión nacieron:
- Juan José de Suelves y de Figueroa (n. 1956), xii marqués de Tamarit, que casó con María Osorio y Bertrán de Lis, condesa de Villaumbrosa.
- María (n. 1957), que casó con Francisco Franco y Martínez-Bordiú, xi marqués de Villaverde.
- Vitoria (n. 1959), que casó con Antonio Sainz y Cenamor.
- Cristina (n. 1961), que casó con Honorio Maura y Andreu.
- Luis (n. 1963).
- Blanca (n. 1968), que casó con Juan Miguel Osorio y Bertrán de Lis, xix duque de Alburquerque.

El 20 de octubre de 2005, tras solicitud cursada el 31 de marzo del mismo año (BOE del 21 de abril) y orden del 5 de julio para que se expida la correspondiente carta de sucesión (BOE del día 19), le sucedió su nieto, hijo de Juan-José Suelves y Figueroa y su esposa María Osorio y Bertrán de Lis:
- Juan Suelves Osorio (n. 1988), iii vizconde de Montserrat.